# فینتا
فینتا (انگلیسی: Finta) شرکت تجهیزات ورزشی برزیلی است، که در سال ۱۹۸۷ تأسیس شد.